# Dournazac
Dournazac är en kommun i departementet Haute-Vienne i regionen Nouvelle-Aquitaine i västra Frankrike. Kommunen ligger i kantonen Saint-Mathieu som tillhör arrondissementet Rochechouart. År 2022 hade Dournazac 669 invånare.

## Befolkningsutveckling
Antalet invånare i kommunen Dournazac
| Referens: INSEE |